# Medizinhistorisches Museum der Universität Kyūshū

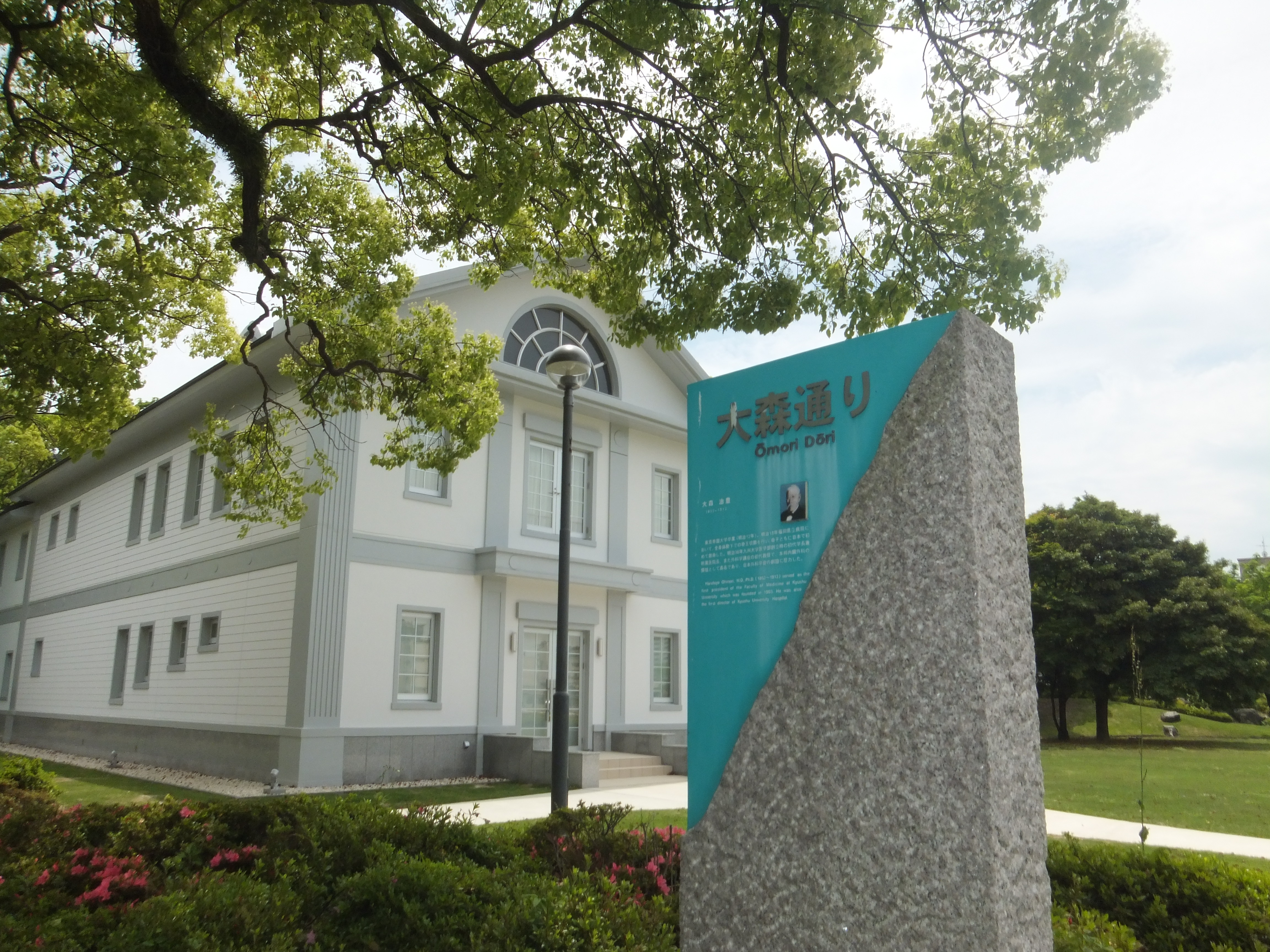
Medizinhistorisches Museum der Universität Kyūshū (Maidashi-Campus)

Das Medizinhistorische Museum der Universität Kyūshū (japanisch 九州大学医学歴史館, Kyūshū Daigaku Igaku Rekishikan) widmet sich der Entstehungs- und Entwicklungsgeschichte der Fakultät für Medizin und dient unter dem Motto „Altes bewahren, Neues aneignen“ (温故知新, onko chishin) zugleich als Ort der Begegnung, Ausbildung und Information.
Die Gründung des Museums geht auf eine Initiative unter den Absolventen der medizinischen Fakultät zurück, die über lange Jahre hinweg erhebliche finanzielle Mittel akkumulierten und in Abstimmung mit der Fakultät ein Grundkonzept ausarbeiteten. Das Museum wurde im April 2015 auf dem Campus der Universität KyūshūKoordinaten: 33° 36′ 26,94″ N, 130° 24′ 59,23″ O in Fukuoka (Japan) eröffnet und als Stiftung des Alumni-Vereins der Fakultät übergeben. Zugleich wurde eine Planstelle für einen Kurator geschaffen und besetzt. 

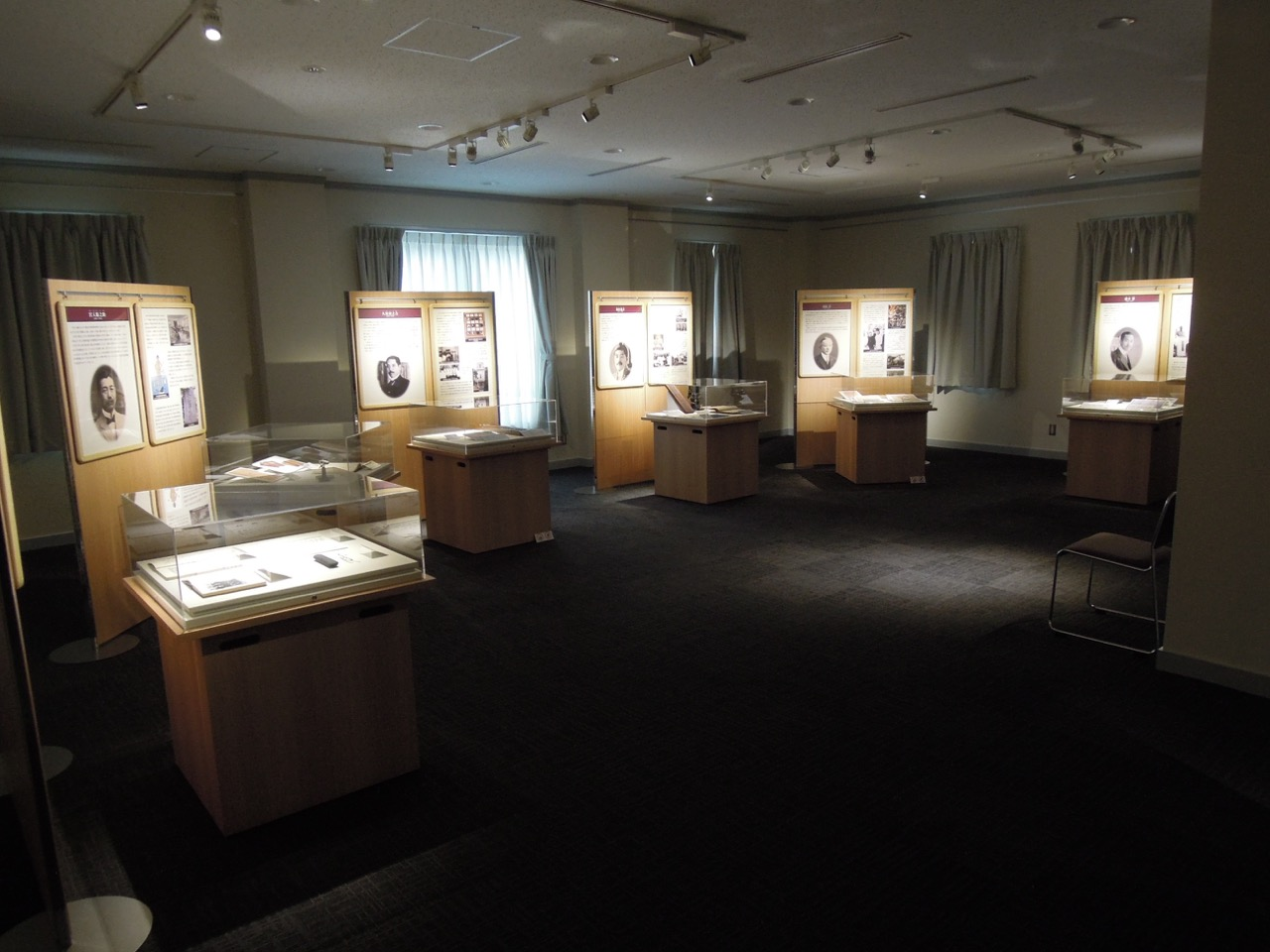
Erster Stock (Teilansicht)

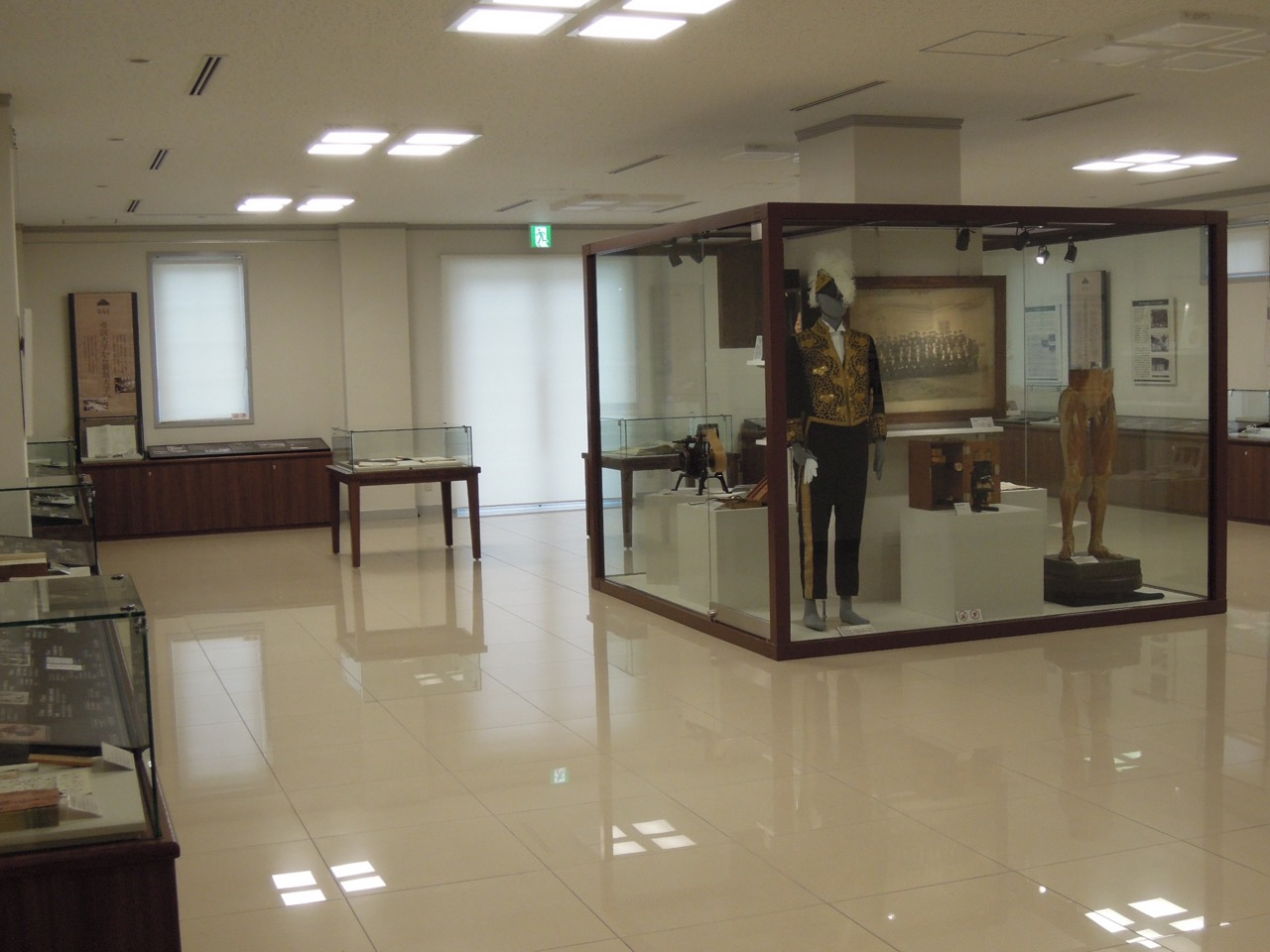
Erdgeschoss (Teilansicht)

Die äußere Form des Gebäudes orientiert sich am ehemaligen Hörsaalbau der Anatomie. Die Halle im Erdgeschoss stellt die Entwicklung der medizinischen Ausbildung seit der Endphase der Edo-Zeit und die Entwicklung der medizinischen Fakultät vor. Im 1. Stock werden bedeutende Professoren der Fakultät und ihre historischen Leistungen vermittelt. Ein „IT-Raum“ ist für Schulungen, Konferenzen usw. gedacht. Zusätzlich zu den Ausstellungsobjekten und Schautafeln stehen große Mengen an digitalisierten Materialien zur Verfügung. Neben der permanenten Ausstellung finden Sonderausstellungen zu ausgewählten Themen statt.
Adresse: Medical Museum of Kyushu University, 1-1-3 Maidashi, Higashi-ku, Fukuoka, Japan